# Démonicé fille d'Agénor
Pour les articles homonymes, voir Démonicé.
Dans la mythologie grecque, Démonicé ou Démonice (en grec ancien Δημονίκη / Dēmonī́kē) est une princesse étolienne. Elle est également connue sous les noms de Démodicé (en grec ancien Δημοδίκη / Dēmodokē) ou Démodocé. Elle fut la maîtresse d'Arès à qui elle donne quatre fils.

## Famille
Démonicé est la fille d'Agénor, roi d'Étolie, et d'Épicaste, ce qui fait d'elle la sœur de Porthaon et, dans certains récits, de Thestios. 
Elle est aimée d'Arès, le dieu grec de la guerre, dont elle a quatre fils : Événos (en), Molos (en), Pylos (en), et Thestios (quand il n'est pas considéré comme son frère). Les noms de ses fils peuvent être décidés comme des éponymes, avec Événos correspondant à la rivière Événos en Étolie; Pylos à la ville étolienne de Pylène (en) entre les rivières Achéloos et Événos; et Molos faisant référence à la peuplade des Molosses de l'Épire.

## Description
Démonice est décrite par Hésiode dans son Catalogue des femmes avec les lignes suivantes :
"Démodoce que beaucoup d'hommes sur terre, de puissants princes, courtisaient, promettant de splendides cadeaux, à cause de sa beauté extrême."

### Sources
- Pseudo-Apollodore, Bibliothèque [détail des éditions] [lire en ligne], I, 7, 7.